# Tubariella rhizophora
Tubariella là một chi nấm trong họ Bolbitiaceae. Đây là chi đơn loài, chứa một loài Tubariella rhizophora được tìm thấy sống trên gỗ ở Papua New Guinea.